# コホーテク (小惑星)
コホーテク (1850 Kohoutek) は小惑星帯に位置する小惑星。ドイツのハイデルベルクで、カール・ラインムートによって発見された。
チェコの天文学者で、生涯で3つの彗星と75の小惑星を発見したルボシュ・コホーテクに因んで命名された。